# Guillaume Coeckelberg
Guillaume Coeckelberg (1885 — 1953) foi um ciclista belga. Representou seu país, Bélgica, em duas provas de ciclismo de pista nos Jogos Olímpicos de Verão de 1908.
Foi irmão de Léon Coeckelberg (ciclista, 1882 — 1950).